# Дельпи, Эдуар
Эдуа́р Дельпи́ (фр. Édouard Delpit; 1844 года, Новый Орлеан — 1911 года, Париж ) — французский поэт и романист; брат писателя Альбера Дельпи.
Сын богатого табачного коммерсанта, обустроившегося в США. Для получения образования был послан во Францию, где и остался; позже стал супрефектом (1873 год).

## Творчество
- Драма в стихах «Constantin» (1877)
- романы и повести:
  - «Les Représailles de la vie»,
  - «Le Supplice d’une mère»,
  - «Chaine brisée»,
  - «Yvonne»
- Собрание его стихотворений «Les Mosaïques» (1871).